# Dimítris Tsoukalás
Dimítris Tsoukalás (grec moderne : Δημήτρης Τσουκαλάς), né en 1948 à Athènes, est un homme politique grec.

## Biographie
Il étudie l'économie, puis l'administration maritime à l'université du pays de Galles.
Il participe au Forum social européen (FSE)[Quand ?].
En 2012, il est chargé de la protection citoyenne dans le cabinet fantôme (« σκιώδης κυβέρνηση ») de SYRIZA.